# Radovan Šteiner
Radovan Šteiner (také Radovan Francis Šteiner; 28. ledna 1972 – 7. srpna 2018) byl vlivný pražský komunální politik. Byl členem oblastního sdružení ODS v Praze 8. V letech 1998–2010 byl členem Zastupitelstva hl. m. Prahy (1998–2002 předseda finančního výboru, 2002–2010 radní pro dopravu), radním městské části Praha 8 a vysokým manažerem Dopravního podniku hl. m. Prahy. Je spojen s řadou sporných rozhodnutí – mj. s výstavbou extrémně drahého Tunelu Blanka a navazujících komunikací, prosazováním suchdolské varianty vnějšího silničního obchvatu Prahy (Pražský okruh), s výstavbou metra "do polí" v oblasti Letňan nebo s aférou Opencard. Z období, kdy předsedal finančnímu výboru, je společně s Jiřím Paroubkem zodpovědný za problematickou investici Prahy do První městské banky (dnes PPF banka).

## Vzdělání
Šteiner v roce 1989 (v 18 letech) emigroval do Spojeného království ještě před složením maturitní zkoušky. Tu absolvoval až v roce 2005, tedy v době, kdy už prošel funkcemi jako předseda finančního výboru Zastupitelstva hl. m. Prahy nebo pražský radní pro dopravu. Podle vlastních slov si ve stejném roce podal přihlášku na vysokou školu.

## Podnikání, stranické, veřejné a manažerské funkce
V roce 1989 emigroval do Londýna, kde se věnoval financím a zahraničním vztahům až do roku 1993, kdy se vrátil zpět do Česka. V roce 1995 založil[zdroj?] firmu GLENCORE ČR s.r.o. se základním jměním 1,8 milionu korun, jež "vznikla přeměnou z firmy MARC RICH (ČSFR) a.s., která byla zrušena bez likvidace ke dni 30. 6. 1995." Společnost, jejímž jediným podílníkem byl Šteiner, zanikla v roce 2005.[zdroj?]
V roce 1998 byl za ODS zvolen zastupitelem hl. m. Prahy a MČ Praha 8. Od téhož roku zastával post předsedy finančního výboru zastupitelstva hl. m. Prahy. V letech 2002–2010 působil jako radní hl. m. Prahy pro oblast dopravy a radní MČ Praha 8. Od devadesátých let působil ve statutárních orgánech mnoha společností. Mezi roky 1997 a 2002 předsedal představenstvu DINKA, a.s., od roku 2001 byl do roku 2010 místopředsedou dozorčí rady PPF banky a.s., V letech 2005–2010 předsedal představenstvu Dopravnímu podniku hl.m. Prahy. V roce 2011 se stal předsedou představenstva Obecního domu, a.s.

## Kauza: útok na cyklistu
Během Velké jarní cyklojízdy 19. 4. 2012 došlo mezi Radovanem Šteinerem a cyklistou ke konfliktu, při kterém Šteinerův bratr cyklistu napadl. Incident se stal na křižovatce U Bulhara pod magistrálou. Když tudy bratři Šteinerovi projížděli taxíkem a narazili na peloton několika tisíc cyklistů, Radovan Šteiner z auta vystoupil a vyzval jednoho z pořadatelů jízdy, aby uvolnili pro auta jeden jízdní pruh. Po několikaminutové diskusi pak odhodil z cesty kolo, které mu překáželo v cestě. Majitel kola pak exradního údajně napadl. Vojtěch Šteiner se poté podle svých slov šel bratra zastat, přičemž jednatřicetiletého cyklistu udeřil silně pěstí do obličeje.

## Trestní oznámení za tunelování DP
Trestní oznámení na Šteinera, který byl z představenstva DP odvolán, a právníky Davida Michala a Karolínu Babákovou z advokátní kanceláře MSB Legal (dříve Šachta & Partners) podal v srpnu 2012 Dopravní podnik hl. m. Prahy v čele s tehdejším ředitelem Vladimírem Lichem, který byl den poté na návrh Davida Vodrážky z představenstva DP rovněž odvolán a který o další den později přestal být i generálním ředitelem, a místopředsedkyní představenstva Magdalenou Českovou, která se o den později stala generální ředitelkou DP. Podle Davida Ondráčky z české pobočky Transparency International, která se podílela na odvrácení pozornosti veřejnosti od nevýhodné smlouvy se Škodou Transportation a.s., se tito lidé podíleli na zakázkách tunelujících jeho hospodaření v řádu desítek milionů korun, zatímco smlouva za 18 miliard byla zcela v pořádku. V kancelářích dopravního podniku následně policisté hledali dokumenty související s nevýhodnými smlouvami.